# إيك هامبتون
إيك هامبتون (بالإنجليزية: Ike Hampton)‏ هو لاعب كرة قاعدة أمريكي، ولد في 22 أغسطس 1951 في كامدن في الولايات المتحدة.

## وصلات خارجية
- إيك هامبتون على موقع الدوري الياباني لكرة القاعدة (الإنجليزية)
- إيك هامبتون على موقعبيزبول رفرنس.كوم (الدوري الرئيسي) (الإنجليزية)
- إيك هامبتون على موقعبيزبول رفرنس.كوم (الدوري الثانوي) (الإنجليزية)
- إيك هامبتون على موقع إي إس بي إن.كوم (أم.أل.بي) (الإنجليزية)
- إيك هامبتون على موقع مشجعي الرسوم البيانية (الإنجليزية)